# Formación Río Bonito
La Formación Río Bonito es una formación geológica de la cuenca sedimentaria del Paraná cuyos sedimentos fueron depósitados en el Pérmico. Está representada por una sucesión de paquetes cíclicos sedimentarias areniscas, limolitas y lutitas siendo el portador de extensos depósitos de carbón que se extrae de la siglo XIX. La Formación Rio Bonito fue depositada en un ambiente costero, formado por los ríos, deltas, estuarios y bahías con planicies de marea, islas de barrera y la plataforma marina poco profunda en una época en la cuenca del Paraná era un gran golfo del antiguo supercontinente Gondwana. Este abismo se abrió hacia el suroeste, a la edad océano Panthalassa. El rango de los afloramientos Formación Rio Bonito se presenta principalmente en la frontera oriental de la cuenca del Paraná, en un rango cercano en los estados de São Paulo, Paraná, Santa Catarina, Rio Grande do Sul y Formación Río Bonito en Uruguay. Pertenece a supersequence estratigráfica supersequence segundo orden denominado Gondwana I.

## Minerales
Carbón: Los recursos de carbón identificados en las areniscas de la Formación Río Bonito, ubicado en Brasil, superando los 32 mil millones de toneladas, principalmente en los estados de Río Grande do Sul y Santa Catarina y, secundariamente, en Paraná y São Paulo. Los depósitos más importantes de Brasil son ocho: del Sur de Santa Catarina (SC),  Santa Terezinha, Chico Lomã, Charqueadas, Leão, Iruí, Capané e Candiota (RS).
Los primeros estudios para evaluar el potencial de los carbones Formación Río Bonito datan de 1841, cuando se descubrió la presencia de "carbón" por técnicos y científicos brasileños y extranjeros en una misión brasileña Gobierno Imperial. En 1908 se publicó el informe de White, Israel Charles White, jefe de la Comisión para el Estudio de las minas de carbón de piedra de Brasil, cuyo objetivo era identificar el potencial de los carbones brasileños. Este informe es un hito importante para el conocimiento de la geología de la cuenca del Paraná, es considerada muy importante de la misma sistematización estratigráfica. El nombre Río Bonito fue dado por White estudiar los afloramientos de esta formación en el Río Bonito, un río situado en el estado de Santa Catarina.
El gas metano a partir del carbón: La extracción de gas metano atrapado en las capas de carbón (Coalbed Methane) ya se ha realizado en el mercado en los Estados Unidos y Canadá. Las vetas de carbón de la Formación Río Bonito están potencialmente produciendo gas metano. Estudios sobre el embalse de Santa Terezinha, ubicada en el noreste de Río Grande do Sul, situado a profundidades entre 400 y 1000 metros, indican las reservas de gas de alrededor de 5,5 millones de metros cúbicos.
Uranio: En 1969 fue descubierto depósitos de uranio en areniscas, carbones y las arcillas carbonosas de la Formación Río Bonito. Situado en el municipio de Figueira, estado de Paraná, el descubrimiento de este yacimiento fue el resultado de un estudio sistemático de carbón en la cuenca del Paraná, en el sur y sureste de Brasil. Las reservas son alrededor de 8.000 t de U3O8 representan aproximadamente el 3% de las reservas brasileiras.
Potencial petrolífero: A pesar de las areniscas Formación Río Bonito son posibles reservorios de petróleo, sin embargo, solo se encontraron ocurrencias pozos sub-comerciales perforados en el sur de Brasil.

## Flora Glossopteris

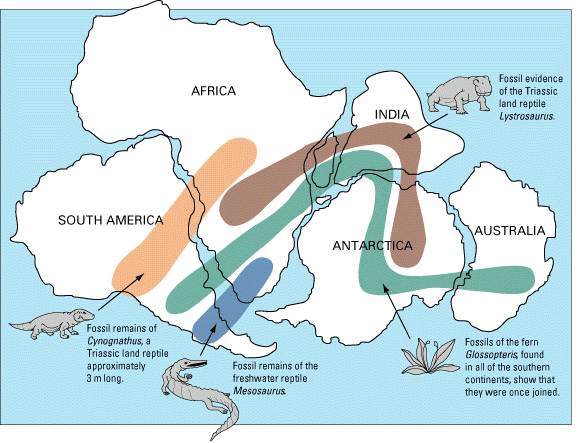
Distribución geográfica de los fósiles de Gondwana (clic para ampliar y ver más detalles en Inglés).

La flora Glossopteris se considera una guía mundial fósiles para secuencias Gondwana, después de haber desarrollado y convertido en la flora dominante del Pérmico al Triásico, después de haber extinguido al final de este período. Esta flora no solo es el principal contenido fósil de los carbones de la Formación Río Bonito, ya que el carbón extraído en Australia y Sudáfrica. El primer trabajo para registrar la ocurrencia de horizontes megaflorísticos asociados con vetas de carbón dentro de un enfoque paleogeográfica y paleoclimática en la cuenca del Paraná, fue el estudio de White en 1908. Esto permitió una amplia correlación entre Gondwana depósitos de carbón del sur de Brasil y los registrados en el sur de África, Australia, India y la Antártida, incluyendo lo que demuestra que este último ha estado en paleolatitudes menos cerca del Polo Sur que en la actualidad, lo que permite ocurrencia de una extensa flora.

## Columna White
Los afloramientos de excelente calidad de la Formación Río Bonito ocurren en la Columna White, situado en la ruta SC-438, entre las localidades de Lauro Müller y Bom Jardim da Serra, en el estado de Santa Catarina, Brasil.